# Cattedrale di Mikkeli
La cattedrale di Mikkeli (in finlandese: Mikkelin tuomiokirkko) è la cattedrale luterana evangelica di Mikkeli, in Finlandia, ed è la sede della diocesi di Mikkeli.

## Storia
La cattedrale è stata costruita tra il 1896 ed il 1897 in stile neogotico, secondo il progetto dell'architetto finlandese Josef Stenbäck. La chiesa ha subito solo danni minori durante i bombardamenti della seconda guerra mondiale, nei quali andò distrutta una parte significativa della vecchia Mikkeli. Dopo la guerra, nel 1945, la sede vescovile della diocesi di Viborg fu trasferita a Mikkeli e la chiesa fu consacrata come cattedrale.

## Descrizione
La chiesa è un edificio in mattoni rossi, opera tarda di Josef Stenbäck, e rappresenta lo stile puro neogotico. Il soffitto della chiesa è rotondo a semi-volta. Altare e pulpito sono decorati con abbondanti intagli. La pala d'altare, intitolata "La Crocifissione", è un lavoro di Pekka Halonen risalente al 1899.
La torre si trova nel timpano occidentale della cattedrale. Le campane della chiesa sono state ordinate dalla fonderia di Bochum, in Germania, mentre l'orologio della torre all'orologiaio GV Linderoth, di Stoccolma.
L'organo è stato costruito nel 1956 dalla fabbrica di organi di Kangasala e comprende 51 registri.

## Galleria d'immagini

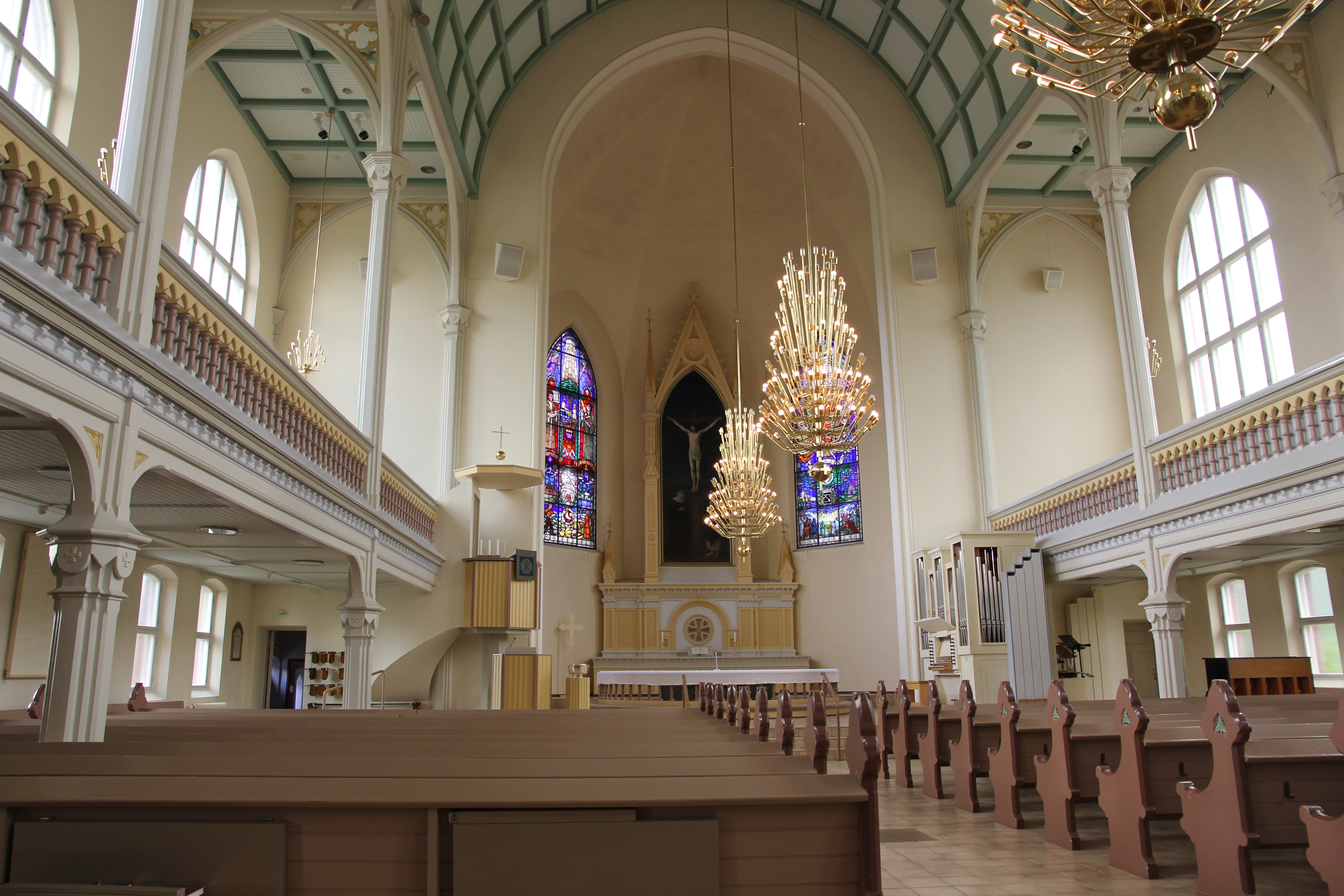
L'altare
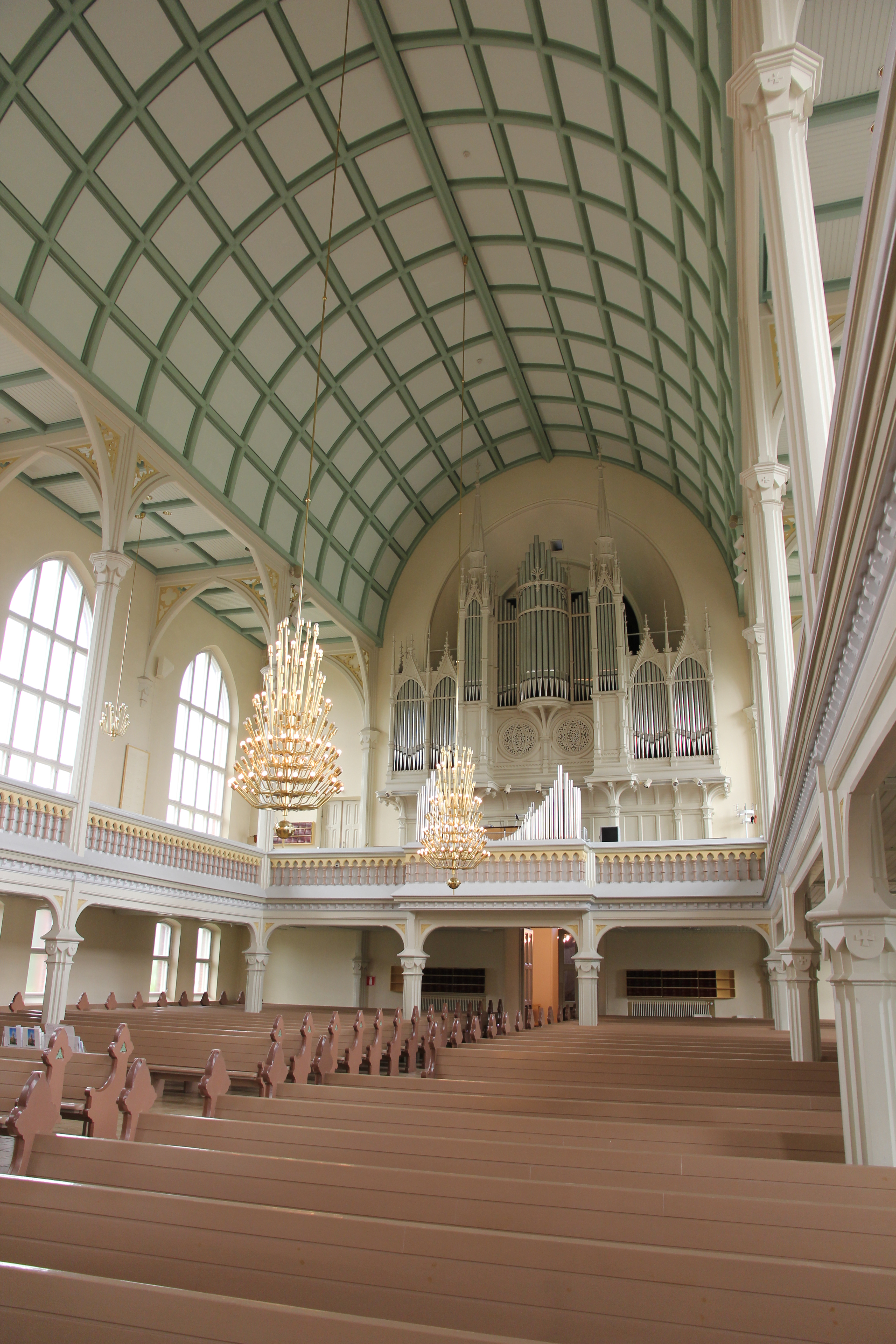
L'organo
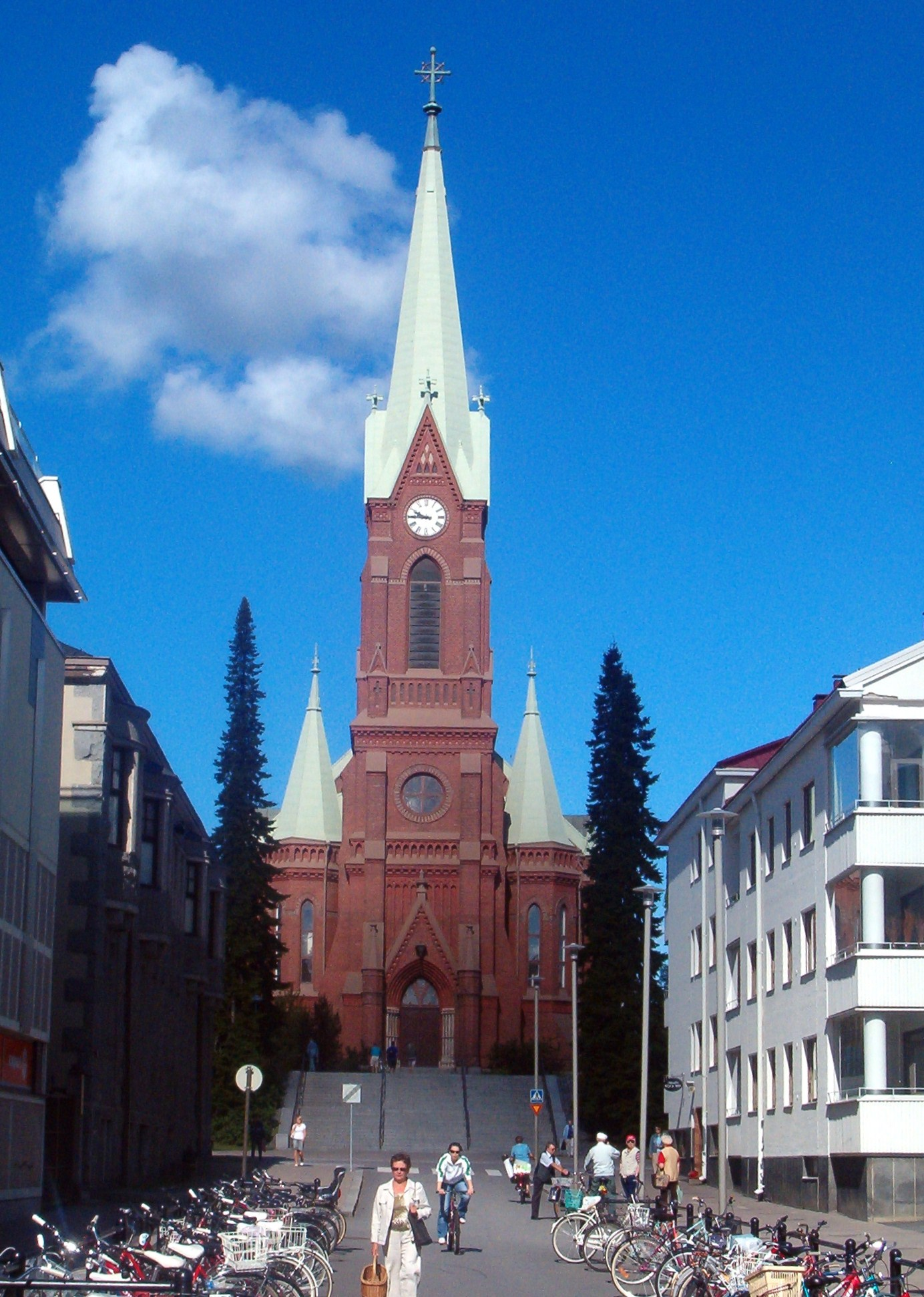
Facciata